# Тугарин, Валентин Яковлевич
Валентин Яковлевич Тугарин (5 мая 1931—1998) — советский футболист и тренер.

## Карьера игрока
В 1957 году защищал цвета клуба «Шахтёр» (Кемерово), который выступал в Классе «Б».

## Карьера тренера
В 1962 году был назначен главным тренером кемеровской команды, которая в то время выступала уже под названием «Химик». С 1963 по 1964 год возглавлял севастопольский СКЧФ. В 1965—1966 годах был главным тренером черниговской «Десны», а в 1967 году стал главным тренером севастопольской «Чайки». В 1968 году вернулся в Чернигов, где вновь возглавил «Десну». В 1971 году переехал в Севастополь, где стал начальником местной команды «Авангард». С августа 1977 по 1979 год тренировал ровенский «Авангард». В 1980 году был главным тренером ивано-франковского «Спартака», а с 1981 по 1982 год возглавлял «Кривбасс». С 26 сентября 1984 года по июнь 1986 года был главным тренером севастопольской «Атлантики» (именно под таким названием в то время выступала местная «Чайка»). Последним клубом в тренерской карьере Валентина был «Вулкан» (Петропавловск-Камчатский), который он тренировал с 1989 по 1991 год.
Скончался в 1998 году.